# Salvarsan
Il salvarsan (o arsfenamina o 606) è un farmaco utilizzato nel trattamento della sifilide e della tripanosomiasi africana. È stato il primo agente chemioterapico conosciuto.

## Storia
L'azione dell'arsfenamina contro la sifilide fu scoperta nel 1908 da Sahachiro Hata nel laboratorio di Paul Ehrlich, studiando l'atoxyl di Béchamp.
Nel 1910 il composto fu commercializzato sotto il nome di "Salvarsan", e fu anche chiamato "606" Il Salvarsan fu utilizzato in tutto il mondo e si usò ampiamente e ripetutamente, ma alcuni pazienti non sopportavano il farmaco, data la sua talvolta notevole tossicità (provocava persistente singhiozzo, vomito, paralisi agli arti). Nel 1912 il Salvarsan fu rimpiazzato dal Neosalvarsan. Sia il Salvarsan che il Neosalvarsan sono però associati a rischiosi effetti collaterali, per cui nel 1940 furono soppiantati dalla penicillina.

## Il Salvarsan in letteratura
Il farmaco venne citato dal poeta Ernesto Ragazzoni nella sua composizione Omaggio al 606.
Ella Maillart ne La via crudele - Due donne in viaggio dall'Europa a Kabul racconta di come il fatto di portare in viaggio del Salvarsan la metteva in cattiva luce presso i benpensanti come donna cinica e immorale.
Il farmaco è citato anche nel romanzo di Ernest Hemingway Addio alle armi Per chi suona la campana, ne I racconti di un giovane medico di Michail Afanas'evič Bulgakov, ne L'alcova d'acciaio di Filippo Tommaso Marinetti, nel romanzo L'uomo che scambiò sua moglie per un cappello di Oliver Sacks, in Sotto il vulcano di Malcolm Lowry, ne La mia autobiografia di Charlie Chaplin e nel romanzo di B. Traven La nave morta. Il trattamento con il Salvarsan rappresenta una parte fondamentale dell'apprendistato immunologico  nel romanzo biografico La vita di sir A. Fleming di André Maurois. Viene inoltre citato nel film "La mia Africa" di Sydney Pollack.